# Orcinus citoniensis
Az Orcinus citoniensis az emlősök (Mammalia) osztályának párosujjú patások (Artiodactyla) rendjébe, ezen belül a delfinfélék (Delphinidae) családjába tartozó fosszilis faj.

## Előfordulása
Az Orcinus citoniensis a késő pliocén és kora pleisztocén korszakok idején élt, körülbelül 3,5-2,5 millió évvel ezelőtt. Korábban az egész fajból, csak egy részleges koponya került elő; ezt a pliocén rétegbeli Olaszországban találták meg. Újabban a pleisztocén rétegbeli Angliában is felfedezték.

## Megjelenése
A mai kardszárnyú delfinnek (Orcinus orca) egyik fosszilis rokona. A megtalált részleges koponyából hiányzik a hátsó és a baloldali rész. Mindkét állkapcsában 28 fog ült - a mai orkának átlagosan csak 24-24 fog ül az állkapcsain. E koponya alapján, a kutatók kiszámították, hogy az Orcinus citoniensis körülbelül 4 méter hosszú lehetett, és hasonlíthatott a kardszárnyú delfinre. Az is meglehet, hogy ez az állat átmeneti élőlény a korai delfinek és a mai orkák között.

### Fordítás
- Ez a szócikk részben vagy egészben  az   Orcinus citoniensis című angol Wikipédia-szócikk ezen változatának fordításán alapul.  Az eredeti cikk szerkesztőit annak laptörténete sorolja fel. Ez a jelzés csupán a megfogalmazás eredetét és a szerzői jogokat jelzi, nem szolgál a cikkben szereplő információk forrásmegjelöléseként.